# Lukas Kletzander
Lukas Reinhold Kletzander (* 25. Juni 1987 in Salzburg) ist ein österreichischer Jazz-Pianist und Komponist.

## Leben
Kletzander studierte von 2006 bis 2014 an der Anton Bruckner Privatuniversität in Linz bei Martin Stepanik, Dejan Pečenko, Andreas Schreiber und Christoph Cech. Ergänzend dazu erhielt er Unterricht von Pianisten wie John Taylor und Fred Hersch und nahm an zahlreichen Workshops (bei Huw Warren, Richie Beirach, Aaron Parks, Malcolm Braff, George Garzone, Randy Brecker u. a.) teil.
Während des Studiums leitete Kletzander das Quartett Peter, Lois & Lukes (mit Alois Eberl, Lukas Kranzelbinder und Peter Traunmüller) und veröffentlichte 2011 sein Debüt-Album What Really Happens in a Molehill, auf dem der amerikanische Vibraphonist Tim Collins als fünftes Bandmitglied zu hören ist. In dieser Zeit spielte er auch im Quintett des Saxophonisten Charlie Haynes und trat mit einigen seiner Professoren (Harry Sokal, Andi Schreiber u. a.) auf. Für den Abschluss seines Masterstudiums komponierte er ein Konzertprogramm für Oktett (Lukas Kletzander Trio + Horns) und verfasst das Double Triadic Harmonic Concept, das sich mit der Schichtung zweier Dreiklänge befasst.
Seit 2015 arbeitet Kletzander mit dem Salzburger Jazz-Quintett Sharp 5 (mit Johann "Joschi" Öttl, Christian Kronreif, Gernot Haslauer und Robert Kainar), dessen Album Finally (benannt nach Kletzanders Komposition) 2017 erschien. Weitere aktuelle Projekte sind beispielsweise Aufmessers Schneide, das Haraldur Gudmundsson Quartett und das 2020 gegründete Lukas Kletzander Oktett.
Kletzander lebt und arbeitet in Wien. Er war als Dozent am Privatkonservatorium Vienna Music Institute tätig und konzertierte auch international, beispielsweise in Deutschland, Italien, Kroatien, Island und Kuba.

## Diskographie
- 2011: Peter, Lois & Lukes (feat. Tim Collins) - What Really Happens in a Molehill
- 2012: Fun(k)orchestra by Franz Trattner – The Tuesday Sessions
- 2012: Soundpost - Stories
- 2017: Sharp 5 - Finally[11]
- 2018: Aufmessers Schneide – Orbs
- 2019: Halli Gudmunds Jazz Quartett – Monk Keys
- 2020: Mathias Rüegg – Solitude Diaries[12]
- 2022: Aufmessers Schneide - Stereo Friction